# Sonic 3D: Flickies’ Island
Sonic 3D: Flickies’ Island, in Nordamerika als Sonic 3D Blast bekannt, ist ein Pseudo-3D-Jump-’n’-Run-Computerspiel, das vom Sonic Team sowie Traveller’s Tales entwickelt und von Sega erstmals in Nordamerika am 7. November 1996 im Rahmen von Sonics 5-jährigem Jubiläum für das Sega Mega Drive veröffentlicht wurde, wenig später folgte eine Version für Sega Saturn und im Folgejahr für den PC.
Das Spiel warb mit seinem dreidimensionalen Gameplay, wenngleich es auf eine isometrische Kameraansicht und vorgerenderte Sprites setzt, aber nicht direkt mit späteren 3D-Jump-’n’-Runs zu vergleichen ist. Wie der europäische Titel verrät, spielt das Abenteuer auf der Insel der Vögel namens Flickies, die es zu retten gilt.

## Handlung
Der böse Wissenschaftler Dr. Eggman hat auf der Insel der Flickies, eine der Tierarten, die er seit dem ersten Sonic-Abenteuer in Roboter verwandelt hat, alle Flickies eingesperrt. Als Sonic davon hört, macht er sich auf den Weg, um auf der Insel die Flickies wieder zu befreien und Dr. Eggman zu besiegen.

## Gameplay
In Sonic 3D: Flickies’ Island übernimmt der Spieler die Kontrolle über den blauen Igel Sonic in einem 3D-Jump-’n’-Run mit isometrischer Kameraperspektive. Neben dem Steuerkreuz zur Bewegung ist nur ein Aktionsknopf zum Springen und ein Aktionsknopf zum gezielten Rollen nötig. In springender oder rollender Form, Spin Attack genannt, kann Sonic Gegner besiegen oder Itemboxen in Form von Monitoren öffnen. Bei Berührung können die goldenen Ringe eingesammelt werden; Nimmt Sonic Schaden, verliert er die Ringe. Nimmt Sonic Schaden, ohne Ringe zu besitzen verliert er ein Extraleben, von denen man zu Spielbeginn drei besitzt. Sammelt man 100 Ringe, erhält man ein weiteres Extraleben. Auch in den Monitoren kann ein Extraleben, zehn Ringe, ein blaues, rotes oder goldenes Schutzschild, vorübergehende erhöhte Geschwindigkeit oder vorübergehende Unverwundbarkeit enthalten sein. Auch werden bei allen Aktionen Punkte gesammelt, die wiederum „Continues“ geben können, sodass das Spiel trotz Verlust sämtlicher Extraleben fortgesetzt werden kann. Die meisten Gegner können mit der Spin Attack besiegt werden, was Punkte bringt und die gefangenen Tiere befreit.
Das Spiel besteht aus acht Zonen (Green Groove Zone, Rusty Ruin Zone, Spring Stadium Zone, Diamond Dust Zone, Volcano Valley Zone, Gene Gadget Zone und Panic Puppet Zone) mit je drei Acts, die als Level definiert werden können. Jede Zone hat dabei ihre eigene Thematik, Aussehen und Gegner-Vielfalt. Innerhalb eines ersten oder zweiten Acts muss Sonic, indem er Gegner besiegt, die verschiedenen Flickies retten und zu einem großen Ring bringen. Flickies folgen Sonic, können jedoch bei Gefahren den Kontakt verlieren und müssen erneut eingesammelt werden. Erst wenn alle Flickies in einem Gebiet zum großen Ring gebracht wurden (dem Spieler steht es offen, ob er alle Flickies zusammen oder getrennt dorthin eskortiert), kommt man zum nächsten Gebiet eines Acts. Im dritten Act wartet ausschließlich ein Kampf gegen den Widersacher Dr. Eggman und einer seiner tödlichen Maschinen.
In den ersten fünf Zonen befindet sich irgendwo im ersten Act Tails, versteckt während im zweiten Act Knuckles zu finden ist. Bringt man diesen insgesamt 50 Ringe (auch hier wahlweise auf einen Schlag oder stückweise), gelangt man einmalig für die jeweilige Bezahlung in eine Special Stage, die sich je nach Mega Drive oder Saturn/PC-Version unterscheidet, in der man für das Ringesammeln einen der sieben Chaos Emeralds erhält. Mit allen sieben Chaos Emeralds folgt nach der achten Zone der Final Fight mit einem langwierigen Bosskampf, ehe das Spiel mit dem Abspann endet.

## Entwicklung
Sega zeigte schon früh Interesse an 3D-Technologie und bereits Special Stages vorheriger Sonic-Spiele zeigten stets Ansätze und Versuche, Spiele in die dritte Dimension zu befördern. Da das Sonic Team bereits an Nights into Dreams … für das Sega Saturn arbeitete, wurde das Entwicklerstudio Traveller’s Tales, die zuletzt mit Mickey Mania und Toy Story erfolgreiche Spiele veröffentlichten, zur Unterstützung hinzugezogen.
Die Idee eines isometrischen 3D-Abenteuers kam Sega in Inspiration von Spielen wie Sonic Labyrinth oder Super Mario RPG: Legend of the Seven Stars, zudem sollten es vorgerenderte, in Sprites umgesetzte Charaktermodelle wie bei Donkey Kong Country sein. Nachdem die Entwicklung am eigentlich geplanten Sega-Saturn-Sonicspiel Sonic X-Treme nicht voranschritt, sollte dieses neue Projekt in den Fokus rücken.
Zunächst unter dem Entwicklungsnamen Sonic Spindrift bekannt, begann die Entwicklung im Juli 1995, im November 1996 wurden in den USA schließlich fast gleichzeitig die Genesis- und die Saturn-Variante veröffentlicht, letztere mit einem hochauflösenderen Intro, besseren Hintergrundtexturen und neuen grafischen Details sowie einem anderen Soundtrack. Überreste von Sonic X-Treme fanden in den komplett abgeänderten Special Stages der Saturn-Version Verwendung, welche direkt von "Team Sonic" in Japan zum Projekt beigetragen wurden. Auf dem japanischen Mega Drive wurde das Spiel gar nicht veröffentlicht, eine japanische Umsetzung auf dem Saturn erfolgte erst spät im Jahr 1999.

## Neuveröffentlichungen
Sonic 3D: Flickies’ Island erschien ursprünglich für das Sega Mega Drive sowie minimal verbessert für Sega Saturn und PC. Als Gegenstück in 2D diente Sonic Blast für Sega Game Gear und Sega Master System. Auf der Sonic Mega Collection (2002, Nintendo GameCube), Sonic Mega Collection Plus (2004, PlayStation 2, Xbox, PC), Sonic PC Collection (2009, PC), Sega Mega Drive Ultimate Collection (2010 PlayStation 3, Xbox 360) und Sega Mega Drive Classics (2010 für PC, 2018 für PlayStation 4, Xbox One, Nintendo Switch) war die Mega-Drive-Version des Spiels enthalten. Auch die Neuveröffentlichungen in den Online-Stores von Nintendo Wii (2007) und Steam (2010) enthielten die Sega-Mega-Drive-Fassung.

## Rezeption
Sonic 3D: Flickies’ Island erhielt gemischte Wertungen. Dabei stand eine neue Kameraperspektive dem geringeren Spielspaß gegenüber. Des Weiteren herrschte Uneinigkeit, welche Version die bessere sei. Bei Neuveröffentlichungen z. B. für die Nintendo Wii fielen die Wertungen tendenziell niedriger aus.

„Die Entwickler haben wieder einiges an Einfallsreichtum bewiesen und bieten durchgehend unterhaltsame Jump’n’Run-Kost der gehobenen Klasse. Die Idee mit den hinterherwatschelnden Piepmätzen und das komplexe Level-Design halten die Motivation recht lange frisch. Jeder der Themen-Schauplätze ist beachtlich groß und verlangt zudem noch nach etwas strategischem Denken. Sega hat ein klar überdurchschnittliches Hüpfspiel abgeliefert, das sowohl grafisch als auch spielerisch überzeugend in Szene gesetzt wurde. Wer des in die Jahre gekommenen Igel-Heldens noch nicht übertrüssig ist, sollte mal einen Blick riskieren.“

„Sonic 3D beweist, daß Hüpf-Spiele in der heiklen 3/4-Perspektive sehr wohl spannend und präzise spielbar sind. Maßgeblich daran beteiligt ist das tolle Leveldesign mit vielen abwechslungsreichen Anforderungen und einigen Geheimnissen sowie die hilfreiche Spin Attack, mit der ihr die Feinde präzise anvisieren könnt. Der rundum stimmige technische Rahmen und das routiniert umgesetzte Gameplay tragen das übliche dazu bei, daß ihr mit dem 3D-Pad bewaffnet die nächsten Stunden hochmotiviert vor der Flimmerkiste sitzen werdet - mein Wort!“

„Obwohl nur vereinzelt unter japanischer Anleitung, hat das englische Entwickler-Team eine Hüpf-Episode in bester Sonic-Tradition gestrickt und den Klassiker mit hübschem Iso-Terrain gehörig aufgepeppt. Auch wenn der schräge Blickwinkel hier und dort unfaire Sprünge provoziert, kommen Sonic-Fans auf ihre Kosten: Ihr fetzt durch märchenhaft schöne Kulissen und stöbert in allen Himmelsrichtungen – weder Ruckel-Scrolling noch stressige Ladepause hemmen die farbenfrohe Hüpf-Hatz. Von altbackenen Sonic-Samples abgesehen, haben Traveller’s Tales über esoterisches ”Enigma”-Gehauche bis zu flotten Techno-Rhythmen zu jeder Zeit passende Level-Themen arrangiert. Sonic 3D ist eine routiniert inszenierte Fortsetzung, aber insgesamt simpler gestrickt als die 16-Bit-Episoden – und kommt ohne Paßwörter aus. Isometrisches Bitmap-Comeback des Igels: Toll präsentierte Hüpf-Orgie nach gewohntem Sonic-Rezept – leider zu kurz.“